# The Great Debaters
The Great Debaters é um filme americano de drama biográfico de 2007, dirigido e estrelado por Denzel Washington. O roteiro, escrito por Robert Eisele, foi baseado num artigo sobre a equipe de debate da faculdade Wiley College, escrito por Tony Scherman e publicado em 1997 na revista American Legacy.
O elenco principal é formado por Forest Whitaker, Kimberly Elise, Nate Parker, Gina Ravera, Jermaine Williams e Jurnee Smollett. O filme estreou nos Estados Unidos em 25 de dezembro de 2007 e no Brasil em 25 de janeiro de 2008. Em Portugal foi lançada apenas a versão em DVD, em 9 de janeiro de 2012.

## Enredo
Baseado em uma história real, o enredo gira em torno dos esforços do professor Melvin B. Tolson (Denzel Washington) como treinador da equipe de debates do Wiley College, uma escola para negros, para colocar seus alunos em pé de igualdade com os brancos sulistas na década de 30, época em que vigoravam as leis de Jim Crow e as gangues de linchadores apavoravam a população negra. O sucesso do time de Wiley levou seus alunos a debater com alunos da Universidade de Harvard. 
O filme explora as construções sociais no Texas durante a Grande Depressão, mostrando não apenas as humilhações e o desprezo sofridos pelos afro-americanos, mas também um linchamento. Também retrata James Farmer Jr. (Denzel Whitaker), que, aos 14 anos, ingressou na equipe de debates de Wiley depois de completar o ensino médio. De acordo com o jornal Houston Chronicle, outra personagem representada na equipe, Samantha Booke, é baseada em Henrietta Bell Wells, única mulher do time de debate do Wiley College em 1930, que participou do primeiro debate universitário inter-racial dos Estados Unidos. Wells também foi poetisa e seus ensaios encontram-se arquivados na Biblioteca do Congresso.